# Angraecum popowii
Angraecum popowii là một loài thực vật có hoa trong họ Lan. Loài này được Braem mô tả khoa học đầu tiên năm 1991.